# Stargate

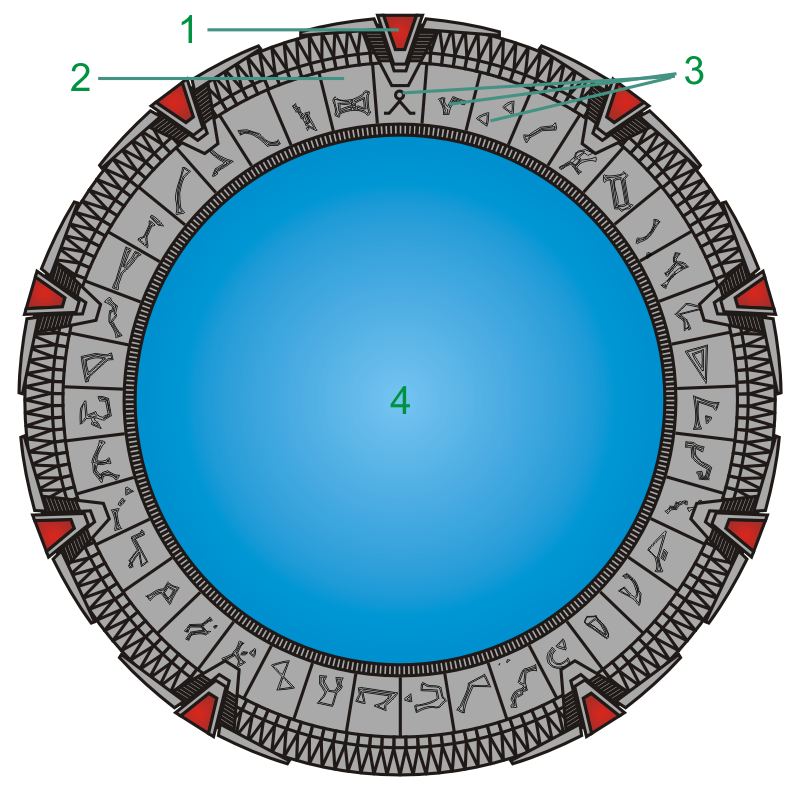
O aparelho Stargate: fechos ("chevrons") [1], disco [2], glifos [3], horizonte de eventos [4].

Stargate é uma franquia de entretenimento do tipo space opera norte-americana de ficção científica criado por Robert C. Cooper e que teve início com o longa-metragem para o cinema Stargate (1994), e que hoje inclui três telesséries - Stargate SG-1 (1997-2007 - 10 temporadas), Stargate Atlantis (2004-2009 - 5 temporadas), Stargate Universe (2009-2011 - 2 temporadas), - uma telessérie de animação (Stargate Infinity), uma web série anunciada em 2017 (Stargate Origins), e diversos romances e outras fontes, de modo a formar um extenso universo ficcional.
Propriedade da MGM, o empreendimento mostrou-se bem-sucedido mesmo doze anos após a sua criação. Entretanto, o fato de que muitas pessoas participaram do desenvolvimento separada e independentemente ao longo do tempo terminou por fazer com que as diversas produções Stargate não sejam de todo consistentes. Embora não exista ainda um "cânone" correto, as histórias relacionadas ao filme de 1994 e às telesséries subseqüentes são as mais populares.[carece de fontes?]
O enredo de todas as produções gira em torno da premissa do Stargate, um portal que permite viagens pelo espaço através de um buraco de minhoca estável, com destino a outro aparelho idêntico localizado a uma vasta distância do primeiro (em outro sistema estelar, por exemplo). Embora completamente ficcionais, as produções Stargate se passam no presente, com enredos escritos de maneira a não conflitar frontalmente com a realidade. Assim, a existência dos aparelhos é descrita como um segredo militar.
Segundo as produções, a maioria das mitologias da Terra teria por base acontecimentos envolvendo extraterrestres que visitaram ou controlaram as civilizações do planeta no passado distante, como na teoria dos astronautas antigos, dentre os quais uma espécie alienígena - posteriormente conhecida como os goa'ulds - que teria escravizado os habitantes do Egito Antigo, criando ali o que viria a ser as cultura e religião egípcias. Passando por deuses, os goa'ulds fizeram os humanos de escravos e usaram o Stargate terrestre para transportar trabalhadores da Terra para outros planetas habitáveis. Em algum momento, os egípcios teriam se revoltado, forçando os alienígenas a fugir, e enterrado o aparelho, que seria redescoberto em 1928, no Plateau de Gizé.

## Elementos

### Raças
- Goa'ulds - são uma espécie alienígena parasítica[9] cuja aparência física assemelha-se a das serpentes. Costumam hospedar-se no cérebro de animais maiores — especialmente seres humanos — que passam a controlar.[10] O primeiro goa'uld apresentado foi Rá, personagem inspirado no deus-sol egípcio, ainda no filme Stargate original. Rá era representado por um ser humano andrógino[10], mas apenas no episódio-piloto da série foi explicado como os goa'ulds são na realidade.

- Jaffas (Em português se pronuncia Jaffás) - são uma raça criada pelos goa'ulds para serem seus servos.[11] Apesar de serem servos dos goa'ulds, os jaffas estão um pouco acima na hierarquia social, comparados aos humanos, pois são treinados como guerreiros[9].